# 白拜尔
白拜尔（？—），男，中国航天工程专家，曾任航空航天工业部总工程师、中国航天工业总公司副总经理兼科技委主任，第九、十届全国政协委员。